# Saíd ibn Majlad
Saíd ibn Majlad (en árabe: سعيد بن مخلد‎; ?-889) fue un alto funcionario del califato abasí. Criado como cristiano nestoriano, se convirtió luego al islam y desempeñó el cargo de secretario en la capital abasí, Bagdad. Destacó durante la regencia de al-Muwaffaq, en tiempos del reinado del hermano de este, el califa al-Mu'tamid (870-892): fue visir de facto del califato entre 878 y 885, aunque no ostentó el título. Su valiosa ayuda a al-Muwaffaq fue recompensada en 882 con la concesión del título honorífico de Dhu'l-wizaratain («ostentador de los dos visiratos»), con el que aparece incluso en algunas monedas. Sin embargo, las actividades de su hermano, Abdun, que había permanecido cristiano y trató de obtener concesiones para sus correligionarios súbditos del califa, precipitaron su repentina caída en desgracia en el 885. Murió en el 889.
Algunos escritores han considerado erróneamente a Saíd hermano de otro converso cristiano, Hasán ibn Majlad al-Yarra, que lo precedió en el cargo de visir.